# 奧利希斯巴赫河
50°41′10.51″N 7°3′59.79″E / 50.6862528°N 7.0666083°E
奧利希斯巴赫河（德語：Olligsbach），是德國的河流，位於該國西部，處於北萊茵-威斯特法倫州，屬於格特格斯巴赫河的支流，河道全長0.8公里，流域面積1.9平方公里。